# Nekuřte, prosím
Nekuřte, prosím (v anglickém originále Puffless) je 3. díl 27. řady (celkem 577.) amerického animovaného seriálu Simpsonovi. Scénář napsal J. Stewart Burns a díl režíroval Rob Oliver. V USA měl premiéru dne 11. října 2015 na stanici Fox Broadcasting Company a v Česku byl poprvé vysílán 1. dubna 2016 na stanici Prima Cool.

## Děj
Homer, Bart, Líza, Maggie a děda sledují pořad doktora Nicka (který si neuvědomil, že jeho pacientka je těhotná, a dokonce si spletl pupeční šňůru s astronautickým lanem), když Marge vypne televizi a řekne jim, že její matka Jacqueline má 80. narozeniny a rodina by ji měla navštívit. Homer se zdráhá jít, tvrdí, že ho Bouvierovi nenávidí, ale udělá to kvůli Marge. V Jacquelinině domě při sledování diapozitivů, na kterých je Margin otec Clancy, padne otázka, jak zemřel, o čemž Marge, Patty a Selma nikdy neslyšely. Jacqueline odhalí pravdu: její manžel zemřel na rakovinu plic, ale dříve to neřekla, protože tehdy se to lidé zdráhali přiznat a ona si myslela, že Patty a Selma vypadají díky kouření moderně. Toto odhalení Patty a Selmu šokuje a rozhodnou se jednou provždy přestat kouřit a spálit všechny cigarety, což způsobí, že Jacquelinin dům vyhoří. 
Na dopravním inspektorátu si Patty uvědomí, jak těžké je po letech závislosti přestat kouřit, když si myslela, že ji ranila mrtvice. Také si uvědomí, že Selmu náhlá změna návyků nijak neovlivnila, a rozhodne se poradit s doktorem Dlahou. V nemocnici Patty zjistí, že Selma deset minut poté, co přestala kouřit, znovu kouřit začala. Naštvaná Patty Selmu opustí a na chvíli zůstane v domě Simpsonových. Homera rychle začnou rozčilovat aspekty Pattyiny přítomnosti v jeho domě, jako je její chrápání, zatímco se s Marge snaží mít sex, a náhodné spatření Patty ve sprše. Mezitím v bytě stojí Selma před těžkou volbou: přestat kouřit a usmířit se s Patty, nebo pokračovat v kouření a ztratit sestřin respekt. Rozhodne se přestat kouřit a usmíří se. 
Na konci epizody se Patty a Selma vracejí do bytu a v nepřítomnosti cigaretového kouře si rychle všimnou škodlivých pachů v malém bytě, ve kterém jsou dvě stárnoucí ženy, dítě a leguán. Rychle začnou znovu kouřit, aby zápachy překryly, ačkoli si nejsou jisté, zda to bude mít šťastný konec. V pozadí je slyšet píseň „Together Forever“ od Ricka Astleyho a v pozadí se promítá montáž jejich života a smrti prostřednictvím kouření. I po jejich smrti je vidět cigaretový kouř stoupající z jejich hrobů. 
Ve vedlejší zápletce nazvané „Maggiino neobyčejné zvířecí dobrodružství“ se Maggie spřátelí s veverkou, která ji seznámí s dalšími zvířaty, jako je sova, vačice a papoušek jménem Hoppy (o němž se ukáže, že patří Duffmanovi). Cletus však chytí vačici k večeři a dá zajaté zvíře pod dohled svého psa. Maggie vymyslí plán, jak bojovat proti Spucklerovým a osvobodit vačici tím, že shromáždí armádu zvířat. S pomocí Spidervepře se Maggie a zvířatům podaří vačici osvobodit a porazit Cletuse a jeho psa, načež se vydají každý svou cestou, přičemž Hoppy se vrátí k Duffmanovi, protože si osvojil některé Cletusovy fráze.

## Přijetí
Epizoda získala rating 1,5 a sledovalo ji celkem 3,31 milionu diváků, čímž se stala nejsledovanějším pořadem stanice Fox té noci.
Dennis Perkins z The A.V. Clubu udělil dílu hodnocení C: „Je to přesně polovina epizody, která se snaží vyprávět příběh založený na postavách. To je strmý kopec, který je třeba zdolat za jakýchkoli okolností, ale obzvlášť když se nás snaží přimět, abychom se zajímali o dvě jednověté postavy, jako jsou Patty a Selma. Ne že by v minulosti neexistovaly zajímavé a působivé epizody s Patty a Selmou – upřímně, Selmino odmítnutí fingovaného manželství s tajným ichtylofilem Troyem McClurem je jedním z nejnepravděpodobnějších srdcervoucích konců v historii Simpsonových.“.
Patrick D. Gaertner ze serveru Puzzled Pagan napsal: „Tato epizoda je velmi, velmi zvláštní. Mám pocit, že vždy, když najdeme epizodu s obzvlášť vydatným béčkem, můžeme říct, že s áčkem byly nějaké problémy. A tato epizoda tomu rozhodně odpovídá. Upřímně řečeno, opravdu by mi nevadilo, kdyby epizoda byla převážně o tom, jak se Maggie poflakuje s divokými zvířaty a bojuje s opilými dětmi Cletuse. To by byla zábava. Ale místo toho tato zápletka podpírá velmi vratkou zápletku o Patty a Selmě, se kterými mám téměř vždy problém sympatizovat. Tenhle díl je plný podivných momentů a nápadů, které spolu moc nesouvisí, jako třeba to, že se Burns objeví na chvilku, že Jacqueline bydlí v novém domě, že naznačí, že nikdo nikdy nemluvil o tom, jak zemřel Margin otec, a samozřejmě ten konec. Aby se velká část zápletky točila kolem toho, jak je Patty naštvaná, že Selma nebere vážně jejich odvykání cigaret, a pak se na konci obě náhodně vrátily ke kouření, je prostě divné.“.